# 2005 no desporto

## Eventos
- O Ano Internacional do Esporte e Educação Física
- Remodelação museológica e reabertura ao público do Tesouro da Arte Sacra da Sé, Catedral de Angra do Heroísmo.[1]
- 15 de fevereiro – o Decreto Regulamentar Regional n.º 1/2005/A do Governo Regional dos Açores, classifica a Baía do Refugo, Porto Judeu, concelho de Angra do Heroísmo, como zona balnear do tipo 1, enquadrando-se nas zonas equipadas com uso intensivo, adjacentes ou não a aglomerados urbanos.[2]
- 6 de Julho: Londres é escolhida como cidade-sede dos Jogos Olímpicos de Verão de 2012.
- 13 de Novembro - Estreia da Grand Prix Masters, uma categoria de automobilismo que é disputada apenas por ex-pilotos de F1 com mais de 45 anos. A primeira corrida foi em Kyalami, África do Sul, e foi vencida por Nigel Mansell.

## Futebol
- O Sport Lisboa e Benfica é sagram-se campeões nacional de Portugal - SuperLiga.
- O Corinthians é campeão do Campeonato Brasileiro.
- O Vélez Sarsfield é campeão do Torneio Clausura da Argentina.
- O Fluminense FC é campeão do Campeonato Carioca.
- O São Paulo FC é campeão do Campeonato Paulista.
- O São Paulo FC é Tri-Campeão da Taça Libertadores da América ao derrotar o Atlético/PR por 4x0 na Final..
- O São Paulo FC se Sagra Tri-Campeão Mundial Interclubes, ao derrotar o Liverpool por 1x0 em Yokohama, Japão.
- O Ipatinga Futebol Clube é campeão do Campeonato Mineiro. O time tem menos de 10 anos de existência e, assim, torna-se o mais jovem campeão do estado.
- O Paulista FC é campeão da Copa do Brasil.
- A Seleção Brasileira de Futebol é campeã da Copa das Confederações.
- Grêmio é campeão da Série B do Campeonato Brasileiro.
- Clube do Remo é campeão da Série C do Campeonato Brasileiro.
- Fortaleza Esporte Clube é tricampeão do Campeonato Cearense.
- Clube Atlético Paranaense é campeão do Campeonato Paranaense.
- O Boca Juniors, da Argentina, torna-se bicampeão da Copa Sul-Americana ao vencer na final a equipe do UNAM Pumas, do México, por 4x3 nos penaltis após dois empates por 1x1.
- O Criciúma Esporte Clube conquista pela 9º vez o título de Campeão Catarinense de futebol - (Março).
- 13 de Maio - Centenário do Sport Club do Recife.
- 18 de Maio - O CSKA ganha a Taça UEFA no estádio José de Alvalade,por 3-1, casa do Sporting Clube de Portugal, finalista derrotado.
- 22 de Maio - O Benfica sagra-se campeão português.
- 14 de Julho: Primeira decisão da história da Taça Libertadores da América com dois times do mesmo país: São Paulo FC e Atlético Paranaense. O São Paulo vence por 4 a 0 e passa a ser o único time brasileiro da história a ganhar três títulos da competição.
- 12 de Outubro - Com 42 gols pela seleção portuguesa, Pauleta ultrapassa a marca de Eusébio de 41 gols e se torna o maior artilheiro da seleção.
- 18 de Dezembro - O São Paulo FC vence o time do Liverpool FC por 1 a 0 e ganha pela primeira vez o Mundial de clubes organizado pela FIFA, sagrando-se Tricampeão mundial de futebol.

## Fórmula I
- 25 de Setembro - Fernando Alonso é campeão mundial de Fórmula 1.

## Nascimentos
| Data            | Nome                      | Profissão            | Nacionalidade  | Observações | Ref |
| --------------- | ------------------------- | -------------------- | -------------- | ----------- | --- |
| 18 de janeiro   | Benedetta Pilato          | Nadadora             | Itália         |             |     |
| 19 de janeiro   | Bianca Bustamante         | automobilista        | Filipinas      |             |     |
| 10 de fevereiro | Oliver Ojakäär            | Tenista              | Estónia        |             |     |
| 25 de fevereiro | Arda Güler                | Futebolista          | Turquia        |             |     |
| 28 de fevereiro | Vitor Roque               | Futebolista          | Brasil         |             |     |
| 2 de março      | Poe Pinson                | skatista             | Estados Unidos |             |     |
| 2 de março      | Benjamin Cremaschi        | futebolista          | Estados Unidos |             |     |
| 8 de março      | Tate Carew                | skatista             | Estados Unidos |             |     |
| 9 de março      | Brooke D'Hondt            | snowboarder          | Canadá         |             |     |
| 20 de março     | Gabriele Minì             | Automobilista        | Itália         |             |     |
| 25 de março     | Sarra Guezguez            | Velejadora           | Tunísia        |             |     |
| 25 de março     | Eya Guezguez              | Velejadora           | Tunísia        |             |     |
| 29 de março     | Isadora Rodrigues Pacheco | skatista             | Brasil         |             |     |
| 2 de abril      | Giulia Takahashi          | mesa-tenista         | Brasil         |             |     |
| 14 de abril     | Dean Huijsen              | Futebolista          | Países Baixos  |             |     |
| 27 de abril     | Mathys Tel                | Futebolista          | França         |             |     |
| 2 de maio       | Jak Crawford              | Automobilista        | Estados Unidos |             |     |
| 4 de maio       | Kenan Yıldız              | Futebolista          | Turquia        |             |     |
| 5 de maio       | Rafael Câmara             | Automobilista        | Brasil         |             |     |
| 8 de maio       | Oliver Bearman            | Automobilista        | Inglaterra     |             |     |
| 11 de maio      | Ezra Frech                | Atleta Paralímpico   | Estados Unidos |             |     |
| 17 de junho     | Funa Nakayama             | skatista             | Japão          |             |     |
| 20 de junho     | João Rego                 | futebolista          | Portugal       |             |     |
| 5 de agosto     | Obed Vargas               | futebolista          | Estados Unidos |             |     |
| 8 de agosto     | Alysa Liu                 | Patinadora Artística | Estados Unidos |             |     |
| 23 de agosto    | Júlia Soares              | Ginasta              | Brasil         |             |     |
| 23 de setembro  | Jobe Bellingham           | futebolista          | Inglaterra     |             |     |
| 15 de setembro  | Sofia Ivanova             | ginasta rítmica      | Bulgária       |             |     |
| 26 de outubro   | Caitlin Simmers           | Surfista             | Estados Unidos |             |     |
| 10 de Novembro  | Laissa Polyana Teixeira   | Jogadora de Bocha    | Brasil         |             |     |
| 12 de Novembro  | Zhou Yaqin                | Ginasta              | China          |             |     |
| 25 de Dezembro  | Oleksiy Sereda            | Saltador             | Ucrânia        |             |     |
| 27 de Dezembro  | Max Dahlin                | Tenista              | Suécia         |             |     |

## Mortes
| Data           | Nome             | Profissão                  | Nacionalidade   | Observações | Ref |
| -------------- | ---------------- | -------------------------- | --------------- | ----------- | --- |
| 11 de Janeiro  | Fabrizio Meoni   | motociclista               | Itália          | n. 1957     |     |
| 2 de Fevereiro | Max Schmeling    | pugilista                  | Alemanha        | n. 1905     |     |
| 2 de fevereiro | Yvonne Sherman   | patinadora artística       | Estados Unidos  | n. 1930     |     |
| 3 de Março     | Rinus Michels    | treinador                  | Países Baixos   | n. 1928     |     |
| 11 de abril    | László Nagy      | patinador artístico        | Hungria         | n. 1927     |     |
| 12 de Abril    | Lucien Laurent   | futebolista                | França          | n. 1907     |     |
| 14 de Julho    | Tilly Fleischer  | atleta, lançadora de dardo | Alemanha        | n. 1911     |     |
| 5 de Agosto    | Polina Astakhova | ginasta                    | União Soviética | n. 1936     |     |
| 12 de Novembro | Eddie Guerrero   | wreslter                   | Estados Unidos  | n. 1967     |     |
| 25 de Novembro | George Best      | futebolista                | Inglaterra      | n. 1946     |     |
| 25 de Novembro | Richard Burns    | piloto de automobilismo    | Inglaterra      | n. 1971     |     |